# 何文匯
何文匯教授，JP（1946年5月23日—），廣東南海人，香港語言、文學學者。曾先後畢業於崇蘭中學（小學部）、聖若瑟書院、香港大學（文學士，1969年；哲學碩士，1972年）及英國倫敦大學亞非學院（哲學博士，1975年）。:309曾任教於美國威斯康辛大學、香港中文大學中國語言及文學系，累任香港區域市政局議員、中文大學中文系榮譽教授、香港中文大學教務長，以及香港中文大學－東華三院社區書院（簡稱「中東書院」）創校校長等職位。:65何文匯所撰中文專著20餘種，中英文學術論文20餘篇，:1-6以於香港大力推動粵語正音運動為人熟悉，但其有關主張一直受到爭議。

## 生平
何文匯早年居住於香港島，父親從事竹的出口生意。何父育有十名子女，何氏排行第七。何氏乃於香港接受教育，先後畢業於崇蘭中學（小學部）及聖若瑟書院（1959年入讀）。受擁有良好國學根底的父親影響，何氏年少時已熟讀不少中國古典名著。在聖若瑟書院就讀中學時，何氏認識了國學大師陳湛銓教授，並常至學海書樓出席陳氏所舉辦之講座，始研讀《易經》、《莊子》及《說文解字》等典籍。:3-41964年，何氏畢業於聖若瑟書院，後考入香港大學中文學院，於1969年學士畢業。其後師承羅忼烈教授修讀碩士，並於1972年畢業，:309:3-4碩士論文題目為雜體詩。1971年，何文匯負笈英國，於倫敦大學亞非學院攻讀哲學博士學位，師承卜立德（David Pollard）教授，博士論文題目為陳子昂詩。於英國就學期間，屢與時任亞非學院中文講座教授兼遠東學系中文組組長劉殿爵教授請益交流。1974年，獲何氏碩士論文校外考試委員周策縱教授邀請前往美國威斯康辛大學任教，出任助理教授。1975年，何氏博士畢業。
1970年，何文匯就讀於香港大學時，曾以自編《陰影》一劇奪得香港專上學生聯會戲劇節最佳男演員獎，何氏並自言喜歡演戲。:3 赴英升學前，何氏曾以業餘性質短暫加入香港麗的電視（亞洲電視前身）任藝員。1976年，何氏自美國回港後，復加入麗的電視任管理職，又曾加入佳藝電視、無綫電視任藝員，兼任幕後行政及策劃，演出過電視劇、電影及推出唱片，並曾參演舞台劇，如在1977年於香港首演、由何氏翻譯及改編莎士比亞名劇《哈姆雷特》的中國古裝劇《王子復仇記》中擔綱出演王子一角。:309該劇乃何氏應香港市政局邀請擔任香港話劇團顧問時身兼編劇及導演之作，以五代十國作背景，何氏並親自創作主題曲。該劇往後曾被多次重演，又曾翻譯成普通話版，遠赴英國演出。除戲劇演出外，何氏亦兼及作曲、填詞和演唱，作品包括其改編劇《王子復仇記》主題曲〈秋望〉，以及中文大學中文系系歌〈勇往〉。
1970年代末期，何文匯決定退出娛樂圈，並專注學術事務，遂於1979年回香港中文大學任教，任職中國語言及文學系講師，累任榮譽高級講師及榮譽教授。1996年，何氏出任中文大學教務長，:65任內曾推出語文精修課程，規定所有新生必修，以學習粵語、普通話和英語的正確發音，致使當時的學生會曾向校方爭取廢除課程。2004年底，何氏接受東華三院任命，出任中東書院創校校長，至2006年底辭職離任。:5何氏現為香港中文大學中國語言及文學系榮譽教授，研究興趣包括《易經》、中國古典詩歌及粤音，兼任中文大學新亞書院榮譽院務委員。何氏曾於1980年代及2000年代為香港電台主持電視節目《百載鑪峰》，探討香港歷史發展及文化演變，又長年擔任由香港公共圖書館主辦的全港詩詞創作比賽，以及由新市鎮文化教育協會主辦的全港學界律詩及對聯創作比賽之評審委員。此外，何氏曾於不少講座講授有關《易經》、詩詞及粵音知識，當中曾師從何氏學《易》者包括香港影視演員鄭文雅。
除學術職務外，何文匯亦曾擔任不少公職。1985至1995年，曾任區域市政局議員，主理新界之文化建設。:651987年6月30日，何氏獲香港政府委任為非官守太平紳士。同年，與一群香港文教界人士共同創辦文教慈善組織新市鎮文化教育協會，致力於推動香港的文化、藝術及教育工作，並擔任該會會長至今。2011年11月1日，何氏獲委任為尤德爵士紀念基金理事會委員；2013年7月1日，何氏升任該理事會主席，任期直至2019年6月30日。

## 私人生活
何文匯前妻為香港企業家及作家梁鳳儀，二人於1972年在香港中文大學的戲劇沙龍相識，其後於同年結婚，後於1985年離婚。離婚後，何氏與梁氏仍為朋友，梁氏父母遺囑更清楚註明不管何氏最終是否梁家女婿，其仍是梁氏父母遺產繼承人之一。2014年5月12日，梁鳳儀獲香港中文大學頒授榮譽院士銜，何氏及梁氏時任丈夫黃宜弘一同到賀。
與梁鳳儀離婚後，何文匯曾與香港立法會前任秘書長吳文華交往，二人於區域市政局共事時認識，當時何氏為該局議員，吳氏則於該局秘書處任職行政主任。

## 粵語正音運動
何文匯自1980年代末起一直積極推動粵語正音運動，他出版過不少倡導粵語正確讀法的書籍，:6並曾為香港電台及無綫電視主持過許多提倡粵語正音的節目，例如1995年由何氏及演員陳玉蓮主持的香港電台電視節目《群星匯正音》，邀請香港演藝紅星如梁朝偉、張學友等任節目嘉賓以向觀眾推廣粵語正音。然而，就何氏所倡議的是否「正音」的問題，支持及反對雙方至今仍然各執一詞。何氏認為現時粵語的讀音只靠「約定俗成」，沒有統一標準，遂提倡以自己和朱國藩編著的《粵音正讀字彙》的注音及《廣韻》、《集韻》中的反切注音作為標準。他曾透過香港教育局開辦粵語正音課程，培訓現職老師，希望使他們除了能夠掌握粵語正音以外，亦能利用反切的技巧，參考古籍以判定每個字的「正確讀音」；受何氏啟發，有關課程一直開辦至今。
2003年，何文匯創辦粵語正音推廣協會，以提升社會各界人士的粵語正音意識，並曾舉辦學界粵語正音大賽多年。同年，何氏又與香港現代文學學者黃念欣主持香港電台與粵語正音推廣協會製作的廣播節目《粵講粵啱聽》及《粵講粵啱一分鐘》。

### 批評及爭議
何文匯的粵語正音主張一直存在爭議。一些本地報紙專欄作者如王亭之、潘國森等指出，粵語正音理論最基本的漏洞就是假設讀音是一成不變，但實際上語言會隨時代而改變；硬要確立統一標準，不論是根據《粵音韻彙》或《廣韻》，均不能做到活用韻書，且以「古音」強行否定「今音」，亦漠視了語言的自然發展、歷史演變及其實際運用。
在2007年初版，由王亭之著、潘國森編的《廣府話救亡》中，有〈反謀殺，盡微力——挑戰何文匯·代序〉一章，指出何文匯提倡之所謂「正音」違反音韻學原則。即使依據《廣韻》，王氏亦認為何氏在論證部分粵語字音時有雙重標準之問題，並有機會引導大眾讀錯字音，蓋自清代以降曾有不少學者以為此書錯誤甚多，並加以校正，故不應獨尊《廣韻》為粵音標準。王、潘二人甚至曾公開指斥何氏粵語正音為「病毒音」，為香港傳媒、教育界乃至社會造成語音混亂現象。不過，亦有論者指出王、潘等人所論在學術上謬誤頗多，而部分論點之誤乃因缺乏音韻學常識、語文及邏輯推理能力所致。
受何文匯粵語正音主張影響，由香港考試及評核局主辦的香港中學會考於2007年起，在中國語文科口試中增設朗讀部分，要求考生朗讀中文字詞及短文，以考核考生掌握及運用粵音的能力。該朗讀考試一直舉辦至2013年香港中學文憑考試中國語文科口試，後於2014年起取消，只保留「口語溝通」（俗稱「小組討論」）考試。香港學者趙善軒博士曾批評何氏粵語正音尊《廣韻》之法並無充分學術根據，而且矯枉過正，只會令學生無所適從，無助學好粵語。

## 作品

### 主要著述
註：以下只列出何文匯已出版之主要著述其主要通行版本。單篇論文恕未能盡錄，故不收入下列書目。:6
| 著作名稱                                     | 著者                   | 出版地 | 出版社                 | 出版年分 |
| -------------------------------------------- | ---------------------- | ------ | ---------------------- | -------- |
| 《陳子昂感遇詩箋》                           | 何文匯著               | 香港   | 學津出版社             | 1978     |
| 《人鬼神》                                   | 何文匯著               | 香港   | 博益                   | 1982     |
| 《雜體詩釋例》                               | 何文匯著               | 香港   | 香港中文大學出版社     | 1986     |
| 《日常錯讀字》                               | 何文匯、布裕民著       | 香港   | 香港教育專業人員協會   | 1989     |
| 《粵音平仄入門‧粵語正音示例》                | 何文匯著               | 香港   | 博益                   | 1990     |
| 《創作與回憶：周策縱教授七十五壽慶集》       | 何文匯、王潤華、瘂弦編 | 香港   | 香港中文大學出版社     | 1993     |
| 《Ch'en Tzu-ang: Innovator in T'ang Poetry》 | Richard M. W. Ho 著    | 香港   | 香港中文大學出版社     | 1993     |
| 《粵音教學紀事》                             | 何文匯著               | 香港   | 吳多泰中國語文研究中心 | 1995     |
| 《香港詩詞拔萃》                             | 何文匯編               | 香港   | 吳多泰中國語文研究中心 | 1995     |
| 《正音正讀縱橫談》                           | 何文匯著               | 香港   | 香港中文大學新亞書院   | 1996     |
| 《香港詩情：何乃文洪肇平何文匯酬唱錄》       | 何文匯編               | 香港   | 博益                   | 1998     |
| 《粵音正讀字彙》                             | 何文匯、朱國藩編著     | 香港   | 香港教育圖書公司       | 1999     |
| 《詩詞四論》                                 | 何文匯著               | 上海   | 漢語大詞典出版社       | 1999     |
| 《詩詞曲格律淺說》                           | 何文匯著               | 臺北   | 臺灣書店               | 1999     |
| 《粵音正讀手冊》                             | 何文匯、朱國藩編著     | 香港   | 香港教育圖書公司       | 2000     |
| 《粵音自學提綱》                             | 何文匯著               | 香港   | 香港教育圖書公司       | 2001     |
| 《粵讀》                                     | 何文匯著               | 香港   | 明窗出版社             | 2007     |
| 《廣粵讀》                                   | 何文匯著               | 香港   | 明窗出版社             | 2010     |
| 《文匯文選》                                 | 何文匯著               | 香港   | 商務印書館（香港）     | 2011     |
| 《何文匯歌曲選》                             | 何文匯著               | 香港   | 商務印書館（香港）     | 2011     |
| 《箴言精選六十則》                           | 何文匯著               | 香港   | 新雅文化               | 2011     |
| 《周易知行》                                 | 何文匯著               | 香港   | 商務印書館（香港）     | 2014     |
| 《十年磨劍錄》                               | 何文匯主編             | 香港   | 香港教育圖書公司       | 2016     |
| 《談學習 憶名師》                            | 何文匯著               | 香港   | 商務印書館（香港）     | 2017     |
| 《漢唐詩雜說》                               | 何文匯著               | 香港   | 商務印書館（香港）     | 2018     |
| 《漢唐古體詩選析——體式與興寄》               | 何文匯著               | 香港   | 商務印書館（香港）     | 2020     |

### 劇作
| 著作名稱                 | 著者                     | 出版地 | 出版社     | 出版年分 | 參考資料 |
| ------------------------ | ------------------------ | ------ | ---------- | -------- | -------- |
| 《王子復仇記》           | 莎士比亞原著、何文匯改編 | 香港   | 學津出版社 | 1979     | [ 11 ]   |
| 《新楊乃武與小白菜》     | 何文匯、梁鳳儀改編       | 香港   | 香港話劇團 | 1979     | [ 58 ]   |
| 《王子復仇記（經典版）》 | 何文匯著                 | 香港   | 新雅文化   | 2012     | [ 57 ]   |

### 歌曲
以下資訊主要出自《何文匯歌曲選》和勤+緣出版社的資料。
| 曲名                    | 語言 | 作曲   | 填詞   | 編曲                                      | 主唱   | 年分     | 備註                           |
| ----------------------- | ---- | ------ | ------ | ----------------------------------------- | ------ | -------- | ------------------------------ |
| 〈秋望〉                | 粵語 | 鄭詠常 | 何文匯 | 倫永亮、林道善                            | 何文匯 | 1977     | 何氏改編劇《王子復仇記》主題曲 |
| 〈勇往〉                | 粵語 | 何文匯 | 何文匯 | 林道善（流行曲版） 伍卓賢（管弦樂伴奏版） | 何文匯 | 2000年代 | 香港中文大學中文系系歌         |
| 〈天涯知己〉            | 國語 | 何文匯 | 何文匯 | 倫永亮                                    | 何文匯 | 2002     |                                |
| 〈綠島小夜曲 - 有所思〉 | 國語 | 周藍萍 | 何文匯 | 倫永亮                                    | 何文匯 | 2003     |                                |
| 〈帝女花〉              | 國語 | 何文匯 | 何文匯 | 倫永亮                                    | 何文匯 | 2003     |                                |
| 〈織夢〉                | 國語 | 何文匯 | 何文匯 | 倫永亮                                    | 何文匯 | 2003     |                                |
| 〈晴空〉                | 國語 | 何文匯 | 何文匯 | 林道善                                    | 何文匯 | 2008     |                                |
| 〈美好未來〉            | 國語 | 何文匯 | 何文匯 | 林道善                                    | 何文匯 | 2013     |                                |

## 演出及主持

### 電視演出
- 1970年代：麗的電視《關漢卿》飾 關漢卿[11]:3
- 1970年代：麗的電視《雷雨》飾 周萍[11]:3
- 1976年：佳藝電視《隋唐風雲》飾 李靖[12][61]
- 1977年：佳藝電視《碧血劍》飾 袁崇煥[62]
- 1978年：無綫電視《歡樂今宵之樂聲箴言》[12]

### 電影演出
- 1982年：《薄荷咖啡》[63]

### 舞台劇演出
- 1977年至1978年：《王子復仇記》飾 王子[11][64]
- 1979年：《新楊乃武與小白菜》（與黃淑儀等合演）[58][64]

### 主持
- 1982、1984、2001及2002年：香港電台電視部《百載鑪峰》[24]
- 1995年：香港電台電視部《群星匯正音》（與陳玉蓮主持）[65]
- 1996年：香港電台電視部《正讀妙探顯神通》（與黃翊、陳婉兒主持）[66]
- 1996年：香港電台《粵音正讀過三關》（與錢佩卿主持）[66]
- 2003年：香港電台《粵講粵啱聽》（與黃念欣主持）[15]
- 2003年：香港電台《粵講粵啱一分鐘》（與黃念欣主持）[15]
- 2006至2007年：無綫電視《最緊要正字》（嘉賓主持；徐淑敏、沈卓盈、王貽興主持）[15]

## 外部連結
- 何文匯在香港影庫上的簡介
- 何文匯在互联网电影资料库（IMDb）上的資料（英文）
- 粵語正音推廣協會（页面存档备份，存于）
- 香港電台：粵講粵啱一分鐘（页面存档备份，存于）
- 〈挑戰何文匯〉（页面存档备份，存于），2007年5月6日
- 麥池昌：〈「粵語正音運動」的謬誤〉（页面存档备份，存于），2006年12月26日
- 王亭之：〈「正音」事件來龍去脈〉（页面存档备份，存于），2007年6月
- 劉衛林：〈《廣府話救亡》審閱報告〉（页面存档备份，存于），2007年8月23日
- 劉衛林：〈《廣府話救亡》繆誤舉述〉（页面存档备份，存于），2007年8月23日
- 麥樂文：〈粵語正音運動〉（页面存档备份，存于） ，《文化研究@嶺南》第56卷（2017年）。